# Clopin Trouillefou
Clopin Trouillefou (pron. [klɔ.pɛ̃ tʁuj.fu]) è un personaggio immaginario creato, nel romanzo del 1831 Notre-Dame de Paris, da Victor Hugo. È il re della Corte dei miracoli.
Precisamente Clopin, re di Thunes, governa sugli "Argot" (ladri e mendicanti) e divide il dominio sulla Corte dei Miracoli con Mattia Hungadi Spicali, duca d'Egitto e Boemia (capo degli zingari in senso stretto) e con Guglielmo Rosseau, imperatore di Galilea; tuttavia, Clopin appare come capo principale.

## Nel romanzo
È uno zingaro ormai vecchio descritto di una bruttezza quasi pari a quella di Quasimodo, che compare durante la festa dei folli nel ruolo di mendicante. Successivamente, si rivela essere il re dei gitani quando il poeta Gringoire penetra nella corte dei miracoli e rischia di finire impiccato secondo la legge degli zingari; per rispettare un'altra usanza dei gitani, Clopin offre tuttavia al poeta la possibilità di salvarsi divenendo uno di loro e poco dopo viene celebrato il matrimonio tra Gringoire ed Esmeralda. Pur essendo inoltre assassino, come lui stesso spiega a Gringoire, (Io non rubo neanche più. Io ammazzo) Clopin si rivela protettivo nei confronti di sua sorella minore Esmeralda. Quando intuisce che la zingara, rifugiatasi nella cattedrale con l'aiuto di Quasimodo, sta per perdere il diritto d'asilo, Clopin raduna gli zingari per assaltare Notre Dame e farla fuggire. Il re Luigi XI manda tuttavia il capitano Phoebus de Chateaupers e le altre guardie reali a domare la rivolta. Ne nasce una sparatoria di frecce, nella quale Clopin rimane ucciso, mentre Frollo libera Esmeralda in segreto.

## Versione Disney

Clopin nella versione Disney.

Il ruolo di Clopin nel cartone animato è sensibilmente differente da quello che gli aveva assegnato Victor Hugo nel suo romanzo, diventando un misto tra Clopin e Gringoire: infatti, Clopin è sempre il capo della corte dei miracoli, ma ha perso il suo cognome e il suo titolo di re assumendo il ruolo del narratore (mantenendo comunque una posizione di leader degli zingari), è più amichevole che nel libro e non mendica ma vive come burattinaio, animando anche la Festa dei Folli. Tuttavia, è sempre protettore di Esmeralda, sua sorella, e non ha problemi ad impiccare chiunque entri nella corte dei miracoli (in questo caso Quasimodo e Febo che lui crede spie di Frollo; Esmeralda riesce però a convincerlo in tempo dell'innocenza dei due). Clopin, come nuovo poeta, sopravvive nel finale, come quasi tutti i personaggi della battaglia, tranne Frollo. Nel seguito, è ancora poeta e vive ormai stabilmente a Parigi; presenta lui le feste ricorrenti, come quella degli innamorati. Egli è anche più giovane e caratterizzato da un aspetto meno sgradevole (mentre nel romanzo è uno zingaro vecchio e brutto), per giunta egli veste un costume colorato e si esibisce spesso come trasformista, acrobata e (come già accennato) burattinaio. Simpatico, divertente, vivace, dinamico e agile, ricopre inoltre il ruolo di narratore all'inizio e alla fine del Classico Disney, risultando uno dei personaggi più ricordati della pellicola.

## Nell'opera popolare
Clopin ricalca a grandi linee il suo ruolo del romanzo ma è protettore non solo di Esmeralda, sua sorella minore, (che in questa versione è orfana di madre ed è stata allevata da Clopin stesso) ma di tutti gli zingari, e lotta per ottenere un'eguaglianza tra gli "stranieri" e il popolo di Parigi. Prova inoltre pietà per Quasimodo alla berlina ed è lui a convincere Esmeralda a dissetarlo. Finisce in seguito imprigionato, a differenza che nel romanzo, ed è liberato da Quasimodo.
Durante l'assalto a Notre Dame muore ucciso da Febo.
È interpretato da Marco Guerzoni nella prima edizione, in seguito da Christian Mini Aurelio Fierro, Leonardo Di Minno, Lorenzo Campani e Emanuele Bernardeschi.